# Agência Espacial Europeia
A Agência Espacial Europeia (em francês: Agence spatiale européenne - ASE; em inglês: European Space Agency - ESA) é uma organização intergovernamental dedicada à exploração espacial, com 22 estados-membros, incluindo Portugal. Fundada em 1975 e com sede em Paris, na França, a ESA tem uma equipe de mais de duas mil pessoas, com um orçamento anual de cerca de 4,28 mil milhões de euros, ou 5,51 mil milhões de dólares (2013).
Entre os programas da ESA estão voos espaciais tripulados, principalmente através da participação na Estação Espacial Internacional, o lançamento e operação de missões de exploração não-tripuladas para outros planetas e para a Lua, a observação da Terra, a ciência, as telecomunicações, bem como a manutenção do Centro Espacial de Kourou, na Guiana Francesa, além da conceção de veículos de lançamento. O Ariane 5 (o principal veículo de lançamento europeu) é operado através da Arianespace.
As missões científicas da ESA são baseadas no ESTEC, em Noordwijk, Países Baixos, as missões de observação da Terra na ESRIN em Frascati, Itália, o Centro Europeu de Operações Espaciais (ESOC) está em Darmstadt, Alemanha, o EAC, que treina astronautas para missões futuras, localiza-se em Colónia, Alemanha, e o Centro Europeu de Astronomia Espacial está localizado em Madrid, Espanha.

## História

### Fundação

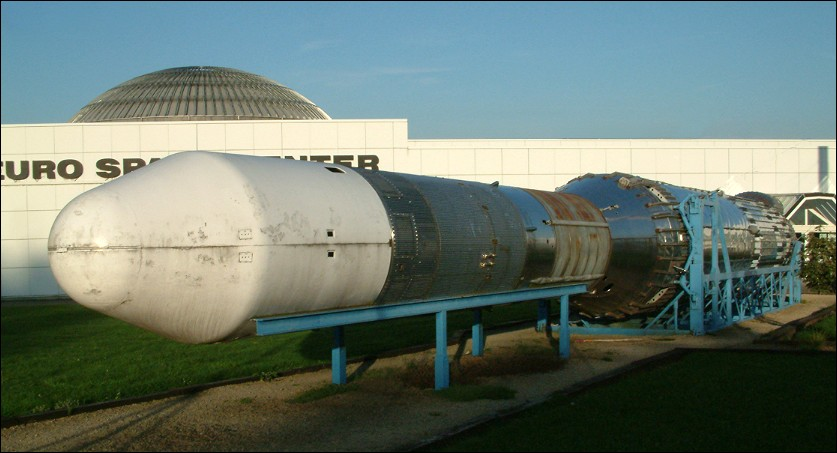
O Europa II, primeiro resultado prático da Organização Europeia para Desenvolvimento de Veículo Lançador

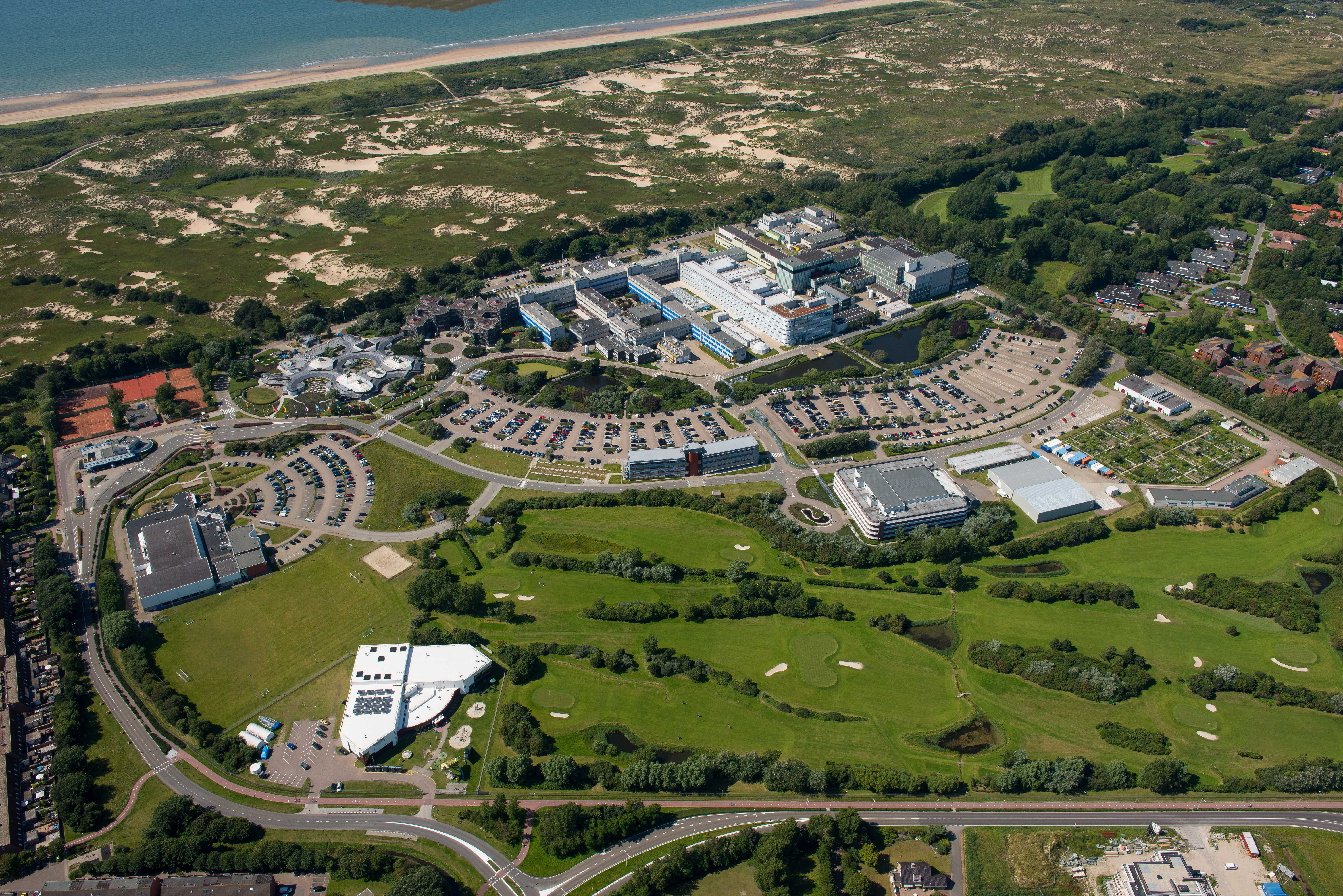
Sede da ESTEC em Noordwijk, Países Baixos

Após a Segunda Guerra Mundial, muitos cientistas europeus deixaram a Europa Ocidental para trabalhar nos Estados Unidos. Embora o crescimento económico dos anos 1950 tenha possibilitado que países da Europa Ocidental investissem em investigação e especificamente em atividades relacionadas com o espaço, os cientistas europeus perceberam que projetos exclusivamente nacionais não seriam capazes de competir com os das então duas superpotências principais, Estados Unidos e União Soviética. Em 1958, apenas alguns meses após o choque do Sputnik, Edoardo Amaldi e Pierre Auger, dois membros proeminentes da comunidade científica da Europa Ocidental naquela época, reuniram-se para discutir a fundação de uma agência espacial europeia comum. A reunião teve a participação de representantes científicos de oito países.
As nações da Europa Ocidental decidiram então ter duas agências diferentes, um para o desenvolvimento de um sistema de lançamento, a ELDO (Organização Europeia de Desenvolvimento de lançamento), e a precursora da Agência Espacial Europeia, a ESRO (Organização Europeia de Investigação Espacial). A última foi estabelecida em 20 de março 1964, por um acordo assinado em 14 de junho de 1962. De 1968 a 1972, a ESRO lançou sete satélites de investigação.
A ESA, na sua forma atual, foi fundada na Convenção da ESA em 1975, quando a ESRO foi fundida à ELDO. A ESA tem 10 Estados-membros fundadores: Bélgica, Dinamarca, França, Alemanha, Itália, Países Baixos, Espanha, Suécia, Suíça e Reino Unido. Estes assinaram a Convenção da ESA em 1975 e depositaram os instrumentos de ratificação em 1980, quando a Convenção entrou em vigor. Durante este intervalo a agência já funcionava na prática. A ESA lançou a sua primeira grande missão científica em 1975, a COS-B, uma sonda espacial de monitorização das emissões de raios gama no universo.

### Atividades posteriores

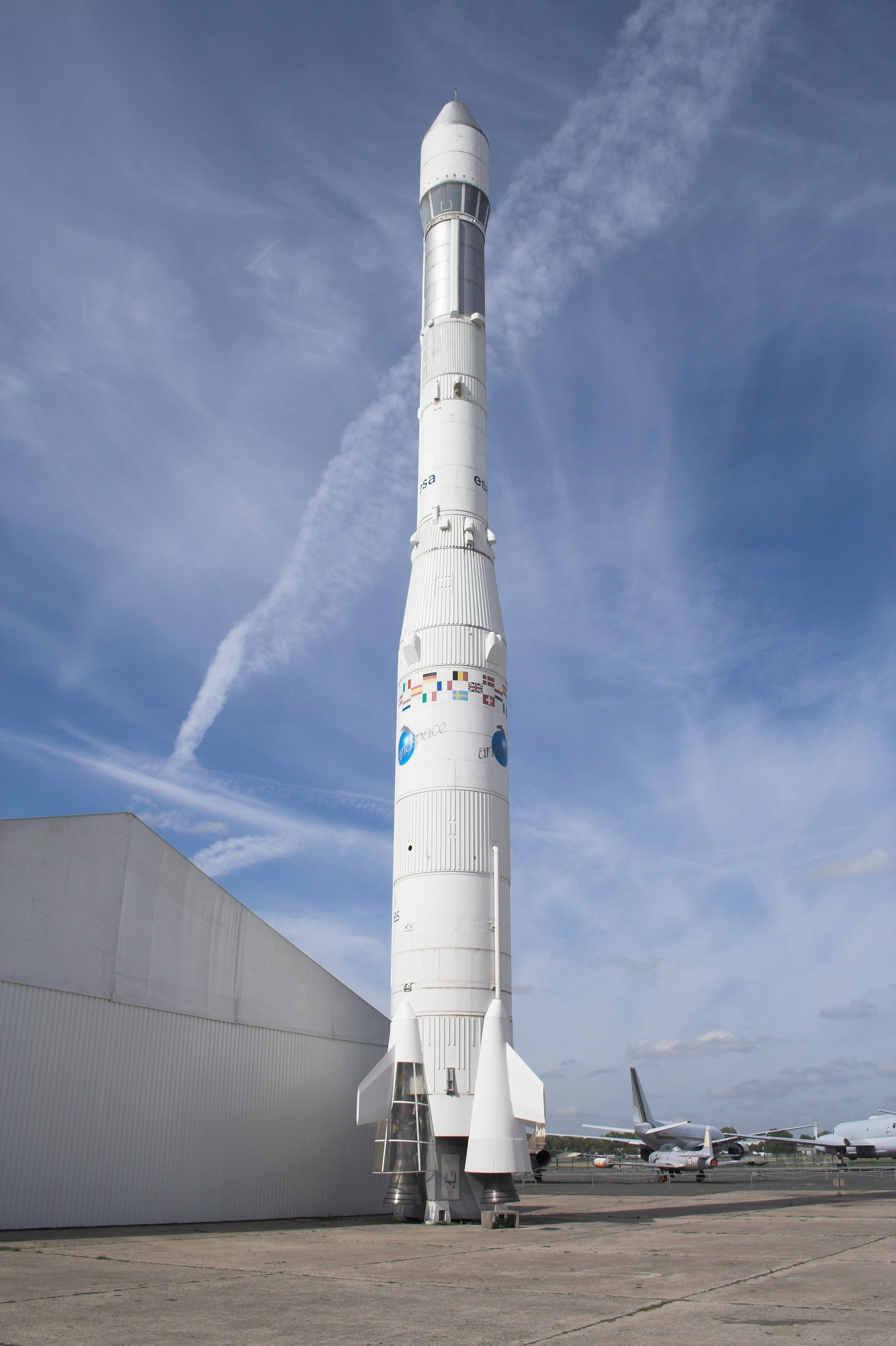
Foguetão Ariane 1

ESA fez uma parceria com a NASA no IUE, primeiro telescópio de alta órbita do mundo, que foi lançado em 1978 e operou com sucesso por 18 anos. Uma série de projetos na órbita da Terra se seguiram e, em 1986, a ESA começou a Giotto, a sua primeira missão no espaço profundo, para estudar os cometas Halley e Grigg-Skjellerup. Hipparcos, uma missão de mapeamento de estrelas, foi lançada em 1989 e na década de 1990 as missões SOHO, Ulysses e o Telescópio Espacial Hubble foram todos feitos em conjunto com a NASA. Entre as missões científicas recentes em cooperação com a NASA estão a sonda espacial Cassini-Huygens, para a qual a ESA contribuiu através da construção da Huygens, o módulo de aterragem em Titã.
Como a sucessora da ELDO, a ESA também construiu foguetões para cargas científicas e comerciais. O Ariane 1, lançado em 1979, levou cargas úteis, principalmente comerciais, para a órbita terrestre em 1984. Os próximos dois desenvolvimentos do foguetão Ariane foram estágios intermédios no desenvolvimento de um sistema de lançamento mais avançado, o Ariane 4, que funcionou entre 1988 e 2003.

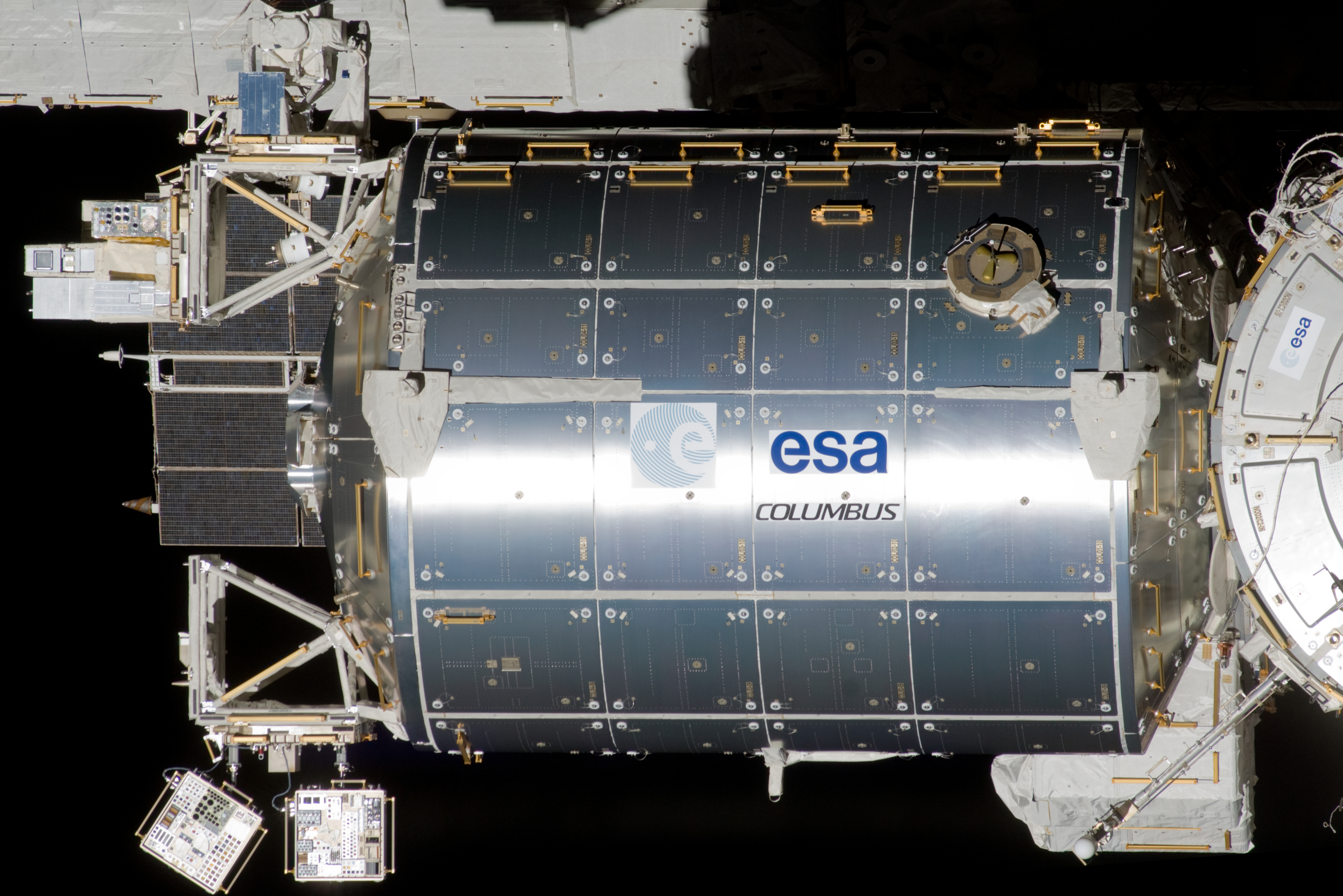
Módulo Columbus da Estação Espacial Internacional, feito pela ESA

No espaço comercial, inicia na década de 1990. Embora o Ariane 5 tenha sofrido uma falha no seu primeiro voo, desde então está firme no mercado e fortemente competitivo, com 56 lançamentos bem-sucedidos até setembro de 2011. O lançamento do veículo sucessor do Ariane 5, o Ariane 6 já está em a fase de definição e está previsto para entrar em serviço nos anos 2020.
O início do novo milénio viu a ESA se tornar, juntamente com agências como NASA, JAXA, ISRO, CSA e Roscosmos, um dos principais participantes da investigação científica espacial. Embora a ESA tenha confiado na cooperação com a NASA nas décadas anteriores, como a Estação Espacial Internacional, especialmente na década de 1990, circunstâncias alteradas (como restrições legais duras à partilha de informações pelos militares dos Estados Unidos) levaram a decisões de confiar mais em si mesma e na cooperação com a Rússia.

## Estrutura

### Estados-membros e orçamento
A Agência Espacial Europeia é uma organização intergovernamental composta por 22 Estados-membros, entre os quais Portugal. Os países participam em diferentes graus nos programas espaciais obrigatórios (25% do total das despesas em 2008) e nos opcionais (75% do total das despesas em 2008).
O orçamento de 2008 ascendeu de 3 mil milhões de euros para 3,6 mil milhões de euros em 2009.  EM 2014, o orçamento total da organização foi de 4,1 mil milhões de euros. As línguas utilizadas são o inglês, francês, alemão, italiano, holandês e espanhol.
A tabela seguinte lista todos os estados-membros e os membros associados, com as datas de ratificação da Convenção ESA e contribuições ao orçamento da ESA em 2015:
| Estado-membro        | Convenção da ESA        | Programa Nacional        | Contr. (milhões. €) | Contr. (%) |
| -------------------- | ----------------------- | ------------------------ | ------------------- | ---------- |
| Áustria              | 30 de dezembro de 1986  | FFG                      | 51,5                | 1,6%       |
| Bélgica              | 3 de outubro de 1978    | BELSPO                   | 189,5               | 5,8%       |
| Chéquia              | 12 de novembro de 2008  | Ministério do Transporte | 14,2                | 0,4%       |
| Dinamarca            | 15 de setembro de 1977  | DTU Space                | 26,8                | 0,8%       |
| Estónia              | 4 de fevereiro de 2015  | ESO                      | 0,8                 | 0,1%       |
| Finlândia            | 1 de janeiro de 1995    | TEKES                    | 19,6                | 0,6%       |
| França               | 30 de outubro de 1980   | CNES                     | 718,2               | 22,2%      |
| Alemanha             | 26 de julho de 1977     | DLR                      | 797,4               | 24,6%      |
| Grécia               | 9 de março de 2005      | ISARS                    | 12,1                | 0,4%       |
| Hungria              | 24 de fevereiro de 2015 | HSO                      |                     |            |
| Irlanda              | 10 de dezembro de 1980  | EI                       | 18,0                | 0,6%       |
| Itália               | 20 de fevereiro de 1978 | ASI                      | 329,9               | 10,2%      |
| Luxemburgo           | 30 de junho de 2005     | Luxinnovation            | 23,0                | 0,7%       |
| Países Baixos        | 6 de fevereiro de 1979  | NSO                      | 74,7                | 2,3%       |
| Noruega              | 30 de dezembro de 1986  | NSC                      | 59,8                | 1,8%       |
| Polónia              | 19 de novembro de 2012  | POLSA                    | 30,0                | 0,9%       |
| Portugal             | 14 de novembro de 2000  | FCT                      | 16,7                | 0,5%       |
| Roménia              | 22 de dezembro de 2011  | ROSA                     | 25,4                | 0,8%       |
| Espanha              | 7 de fevereiro de 1979  | INTA                     | 131,7               | 4,1%       |
| Suécia               | 6 de abril de 1976      | SNSB                     | 80,3                | 2,5%       |
| Suíça                | 19 de novembro de 1976  | SSO                      | 134,9               | 4,2%       |
| Reino Unido          | 28 de março de 1978     | UKSA                     | 322,3               | 9,9%       |
| Outro                | —                       | —                        | 149,8               | 4,6%       |
| Membros associados   |                         |                          |                     |            |
| Canadá               | 1 de janeiro de 1979    | CSA                      | 15,5                | 0,5%       |
| Membros e associados |                         |                          | 3 241,2             | 100%       |
| União Europeia       | 28 de maio de 2004      | ESP                      | 1 191,7             | 86,5%      |
| EUMETSAT             | —                       | —                        | 122,4               | 10,3%      |
| Outras contribuições | —                       | —                        | 38,8                | 3,3%       |
| Total ESA            |                         |                          | 4 433,0             | 136,8%     |

1. ↑  O Canadá é um membro associado da ESA.[11][12]
2. ↑  O acordo que estabelece a base jurídica para a cooperação entre a ESA e a União Europeia entrou em vigor em maio de 2004

### Frota de veículos de lançamento

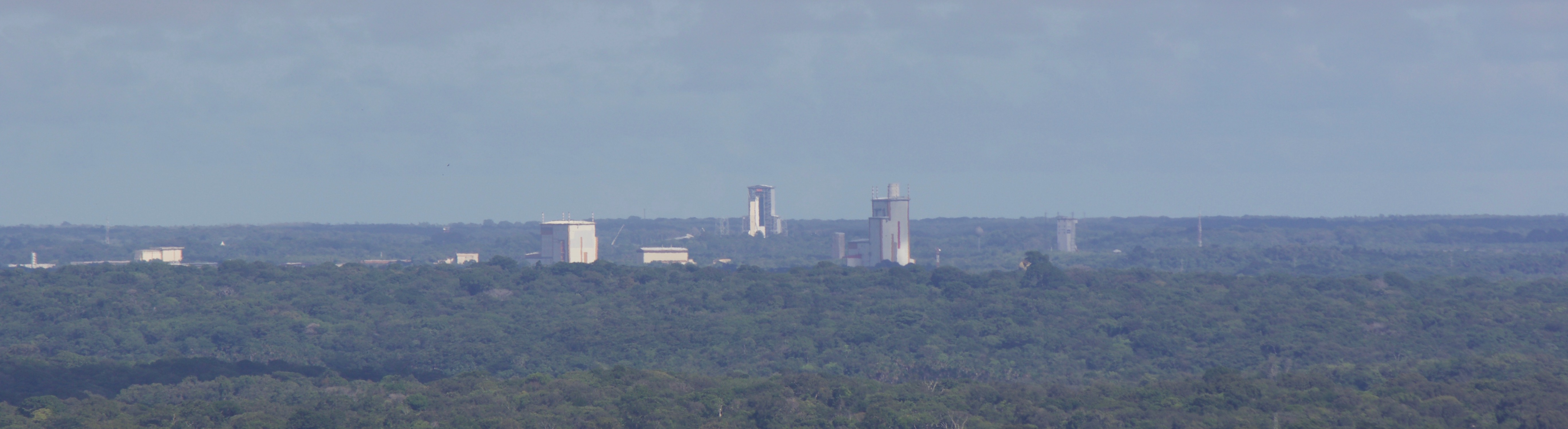
Vista panorâmica do Centro Espacial da Guiana

A ESA possui uma frota de veículos de lançamento em serviço com os quais compete em todos os setores do mercado de lançamentos. A frota da ESA consiste em três projetos principais de foguetões: Ariane 5, Soyuz-2 e Vega. Os lançamentos de foguetes são efetuados pela Arianespace, que conta com 23 acionistas representantes da indústria que fabrica o Ariane 5 e também do CNES, no Centro Espacial de Kourou na Guiana Francesa. Como muitos satélites de comunicação têm órbitas equatoriais, os lançamentos a partir da Guiana são capazes de levar cargas úteis maiores para o espaço do que os espaçoportos em latitudes mais altas. Além disso, os lançamentos equatoriais dão à nave espacial um 'empurrão' extra de quase 460 m/s devido à maior velocidade de rotação da Terra no equador em comparação com os polos próximos à Terra, onde a velocidade de rotação se aproxima de zero.

#### Ariane 5

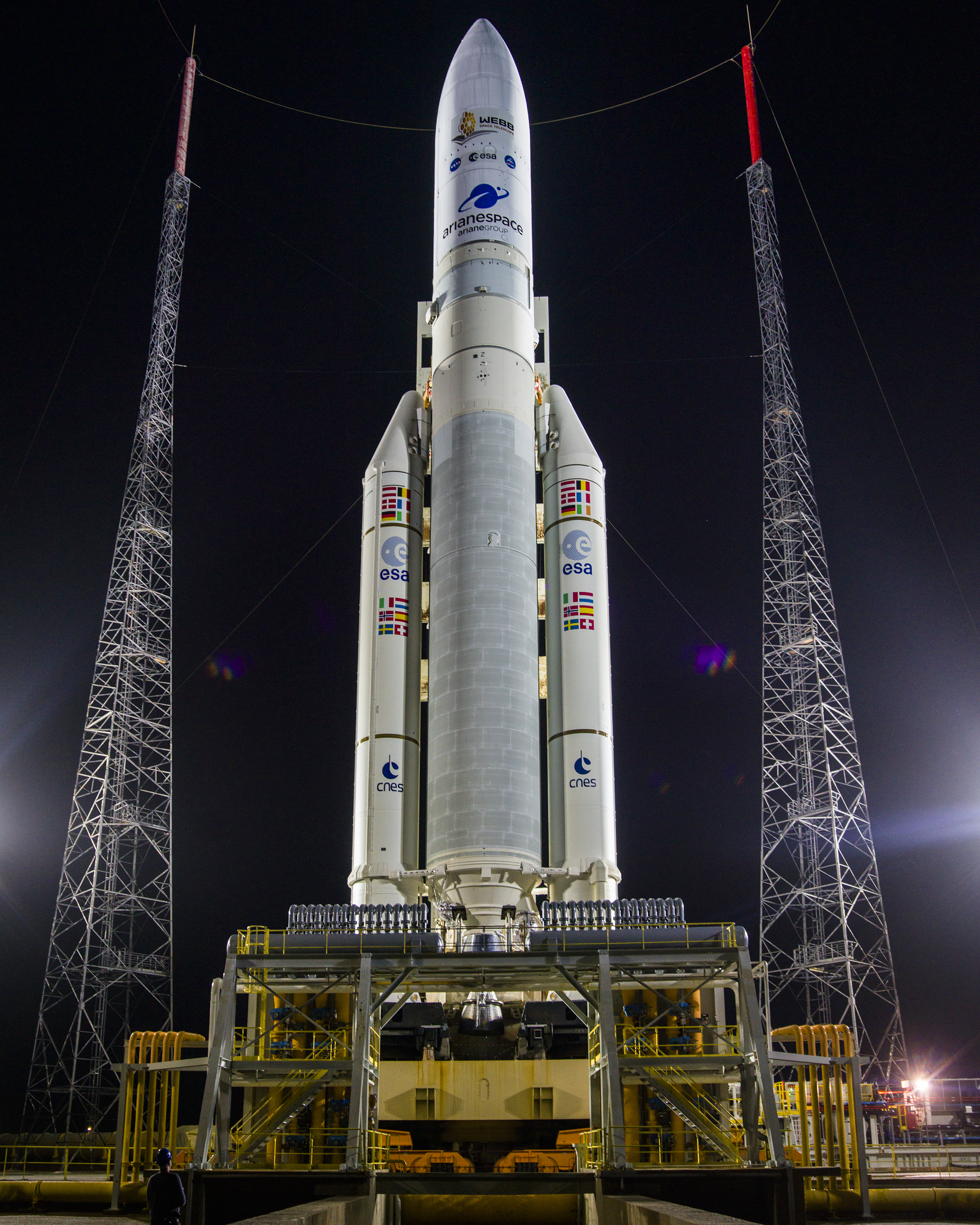
Ariane 5 levando o Telescópio Espacial James Webb ao espaço sideral em dezembro de 2021

O foguetão Ariane 5 é o principal lançador da ESA. Ele está em serviço desde 1997 e substituiu o Ariane 4. Duas variantes diferentes estão em uso. A versão mais pesada e usada, o Ariane 5 ECA, tem capacidade para dois satélites de comunicação de até dez toneladas em GTO. Este falhou durante o seu primeiro voo de teste em 2002, mas desde então fez 82 voos consecutivos com sucesso até uma falha parcial, em janeiro de 2018. A outra versão, o Ariane 5 ES, foi usada para lançar o Veículo de Transferência Automatizado (ATV) para a Estação Espacial Internacional (ISS) e será usado para lançar quatro satélites de navegação Galileo.
Em novembro de 2012, a ESA concordou em construir uma variante atualizada chamada Ariane 5 ME (Mid-life Evolution) que aumentaria a capacidade de carga útil para 11,5 toneladas para GTO e apresentaria um segundo estágio reiniciável para permitir missões mais complexas. O Ariane 5 ME estava programado para voar em 2018, mas o projeto foi abandonado em favor do Ariane 6, que deve substituir o Ariane 5 na década de 2020. Os lançadores Ariane 1, 2, 3 e 4 da ESA foram aposentados.

#### Soyuz

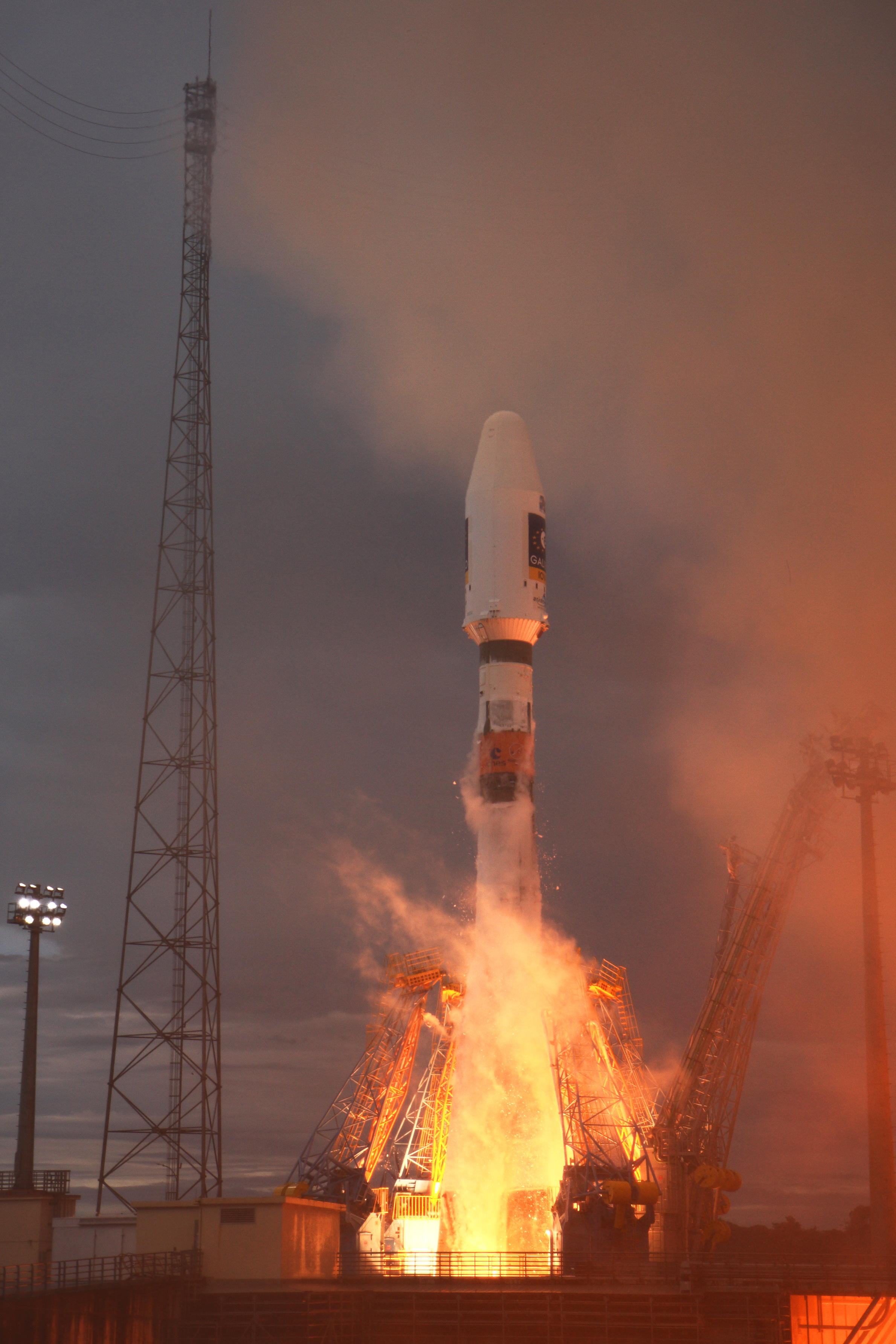
Galileo sendo lançada pelo Soyuz-2

Soyuz-2 (também chamado de Soyuz-ST ou Soyuz-STK) é um lançador de carga útil médio russo (ca. 3 toneladas métricas para GTO) que foi colocado em serviço ESA em outubro de 2011. A ESA celebrou uma joint venture de 340 milhões de euros com a Agência Espacial Federal Russa sobre o uso do lançador Soyuz. Segundo o acordo, a agência russa fabrica peças de fogetões Soyuz para a ESA, que são enviadas para a Guiana Francesa para montagem.
A ESA beneficia porque ganha um lançador de carga útil média, complementando a sua frota e economizando nos custos de desenvolvimento. A Rússia beneficia por ter acesso ao local de lançamento de Kourou. Devido à sua proximidade com o equador, o lançamento de Kourou em vez de Baikonur quase duplica a carga útil da Soyuz para GTO (3,0 toneladas contra 1,7 toneladas).
A Soyuz foi lançada pela primeira vez de Kourou em 21 de outubro de 2011 e colocou com sucesso dois satélites Galileo em órbita 23 222 quilómetros de altitude.

#### Vega

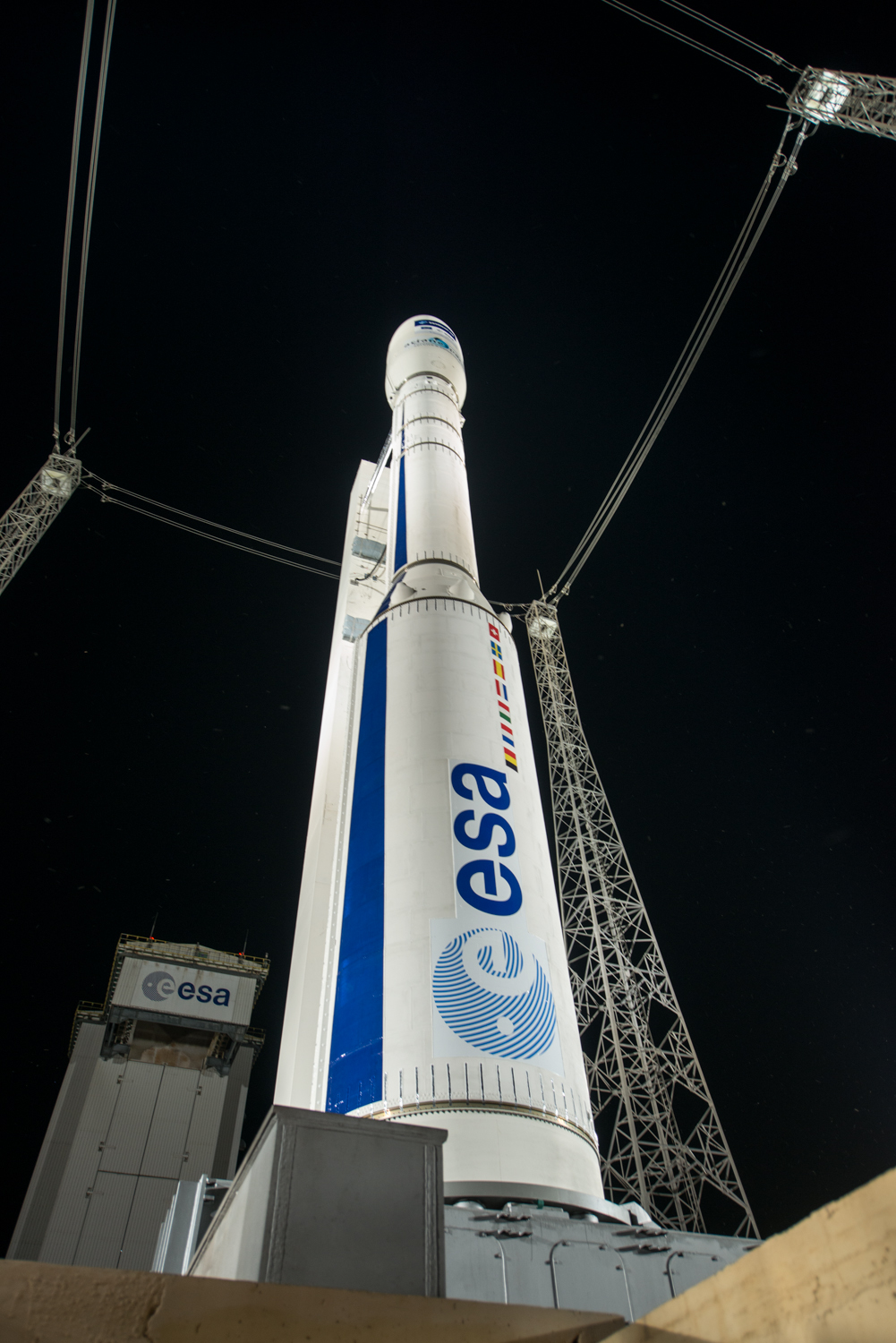
Foguetão Vega

O Vega é o foguetão transportador da ESA para pequenos satélites. Desenvolvido por sete membros da ESA liderados pela Itália, é capaz de transportar uma carga útil com uma massa entre 300 e 1500 kg a uma altitude de 700 km, para órbita polar baixa. Seu lançamento inaugural de Kourou foi em 13 de fevereiro de 2012. A Vega começou a exploração comercial completada em dezembro de 2015.
O foguetão tem três estágios de propulsão sólida e um estágio superior de propulsão líquida (o AVUM) para inserção orbital precisa e a capacidade de colocar cargas úteis em órbitas diferentes.
Uma versão maior do lançador Vega, Vega-C está em desenvolvimento e o primeiro voo é esperado em junho de 2021. A nova evolução do foguetão incorpora um amplificador de primeiro estágio maior, o P120C substituindo o P80, um Zefiro atualizado (estágio de foguetão) segundo estágio, e o estágio superior AVUM +. Esta nova variante permite cargas úteis únicas maiores, cargas úteis duplas, missões de retorno e capacidades de transferência orbital.

#### Desenvolvimento futuro de foguetões
Projetos futuros incluem o demonstrador de tecnologia de motor reutilizável Prometheus, Phoebus (um segundo estágio atualizado para o Ariane 6) e Themis (um primeiro estágio reutilizável).

### Instalações
- Sede da ESA, Paris, França

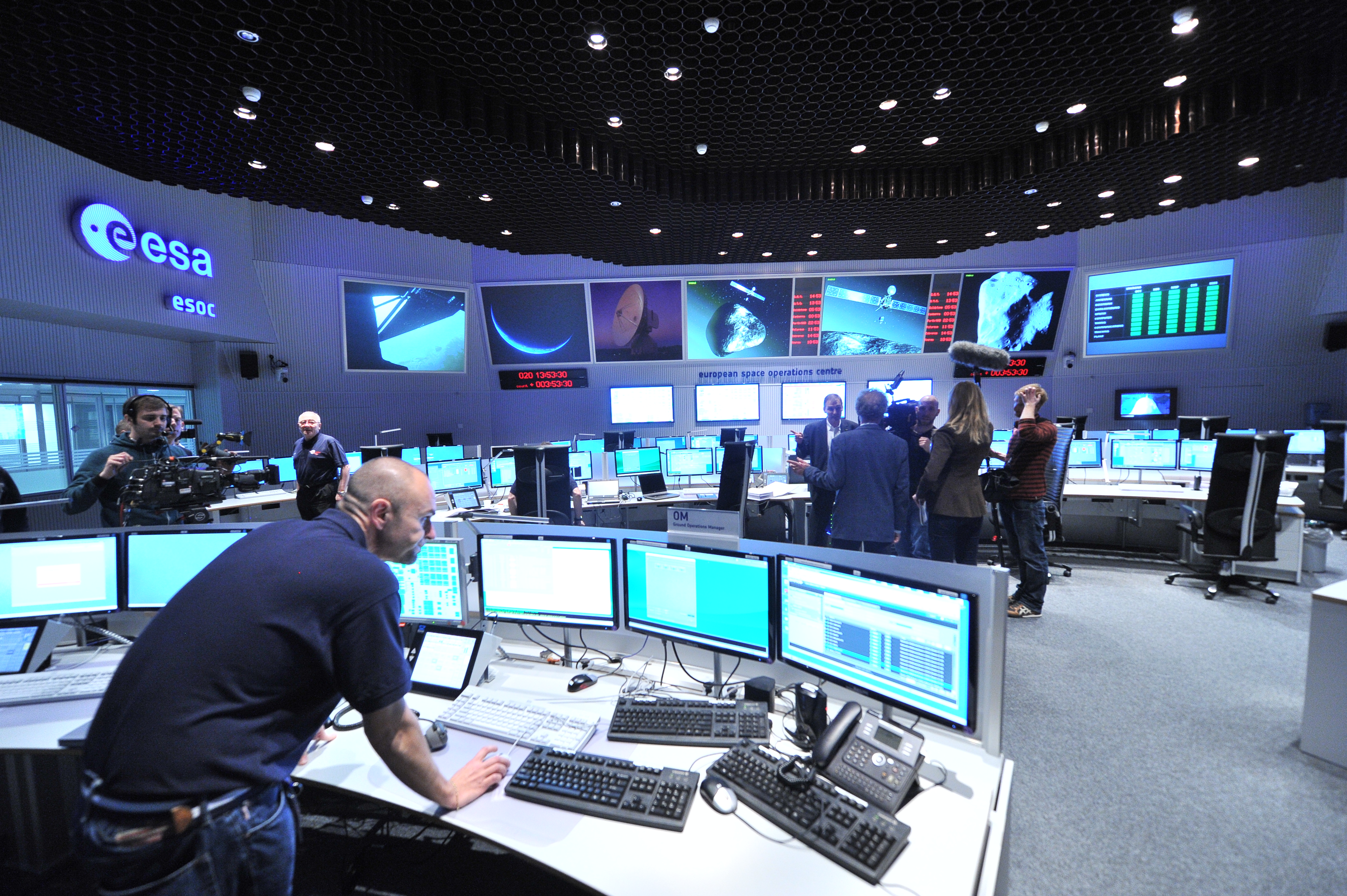
Centro Europeu de Operações Espaciais (ESOC), Darmstadt, Alemanha

- Centro Europeu de Operações Espaciais (ESOC), Darmstadt, Alemanha
- Centro Europeu de Investigação e Tecnologia Espacial (ESTEC), Noordwijk, Países Baixos
- Centro Europeu de Astronomia Espacial (ESAC), Madrid, Espanha
- Centro Europeu para Aplicações Espaciais e Telecomunicações (ECSAT), Oxfordshire, Reino Unido
- Centro Europeu de Astronautas (EAC), Colónia, Alemanha
- Centro da ESA para Observação da Terra (ESRIN), Frascati, Itália
- Centro Espacial da Guiana (CSG), Kourou, Guiana Francesa
- Rede Europeia de Rastreamento Espacial (ESTRACK)
- European Data Relay System (EDRS)

Instalações da ESA
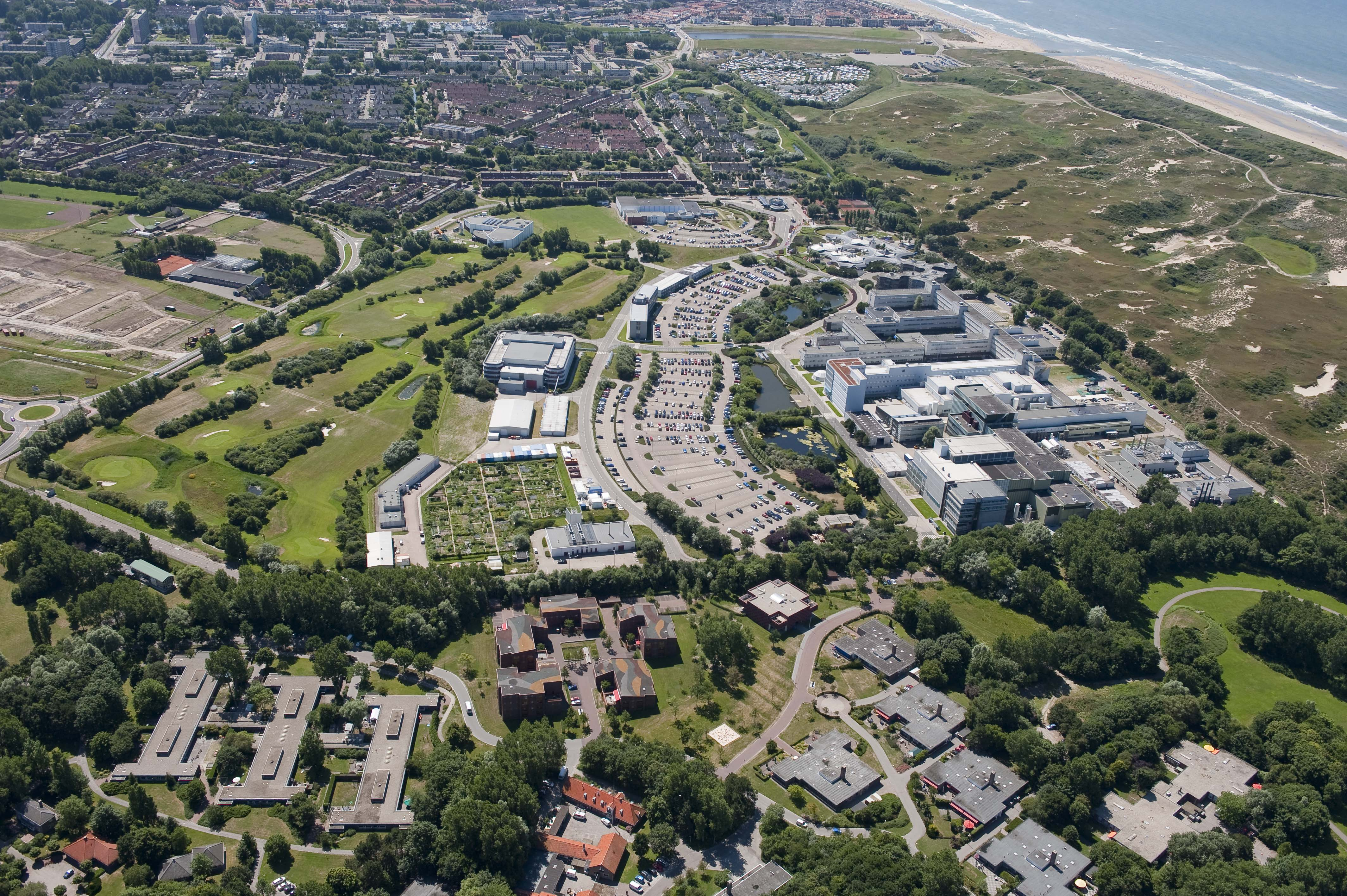
Centro Europeu de Investigação e Tecnologia Espacial, Países Baixos
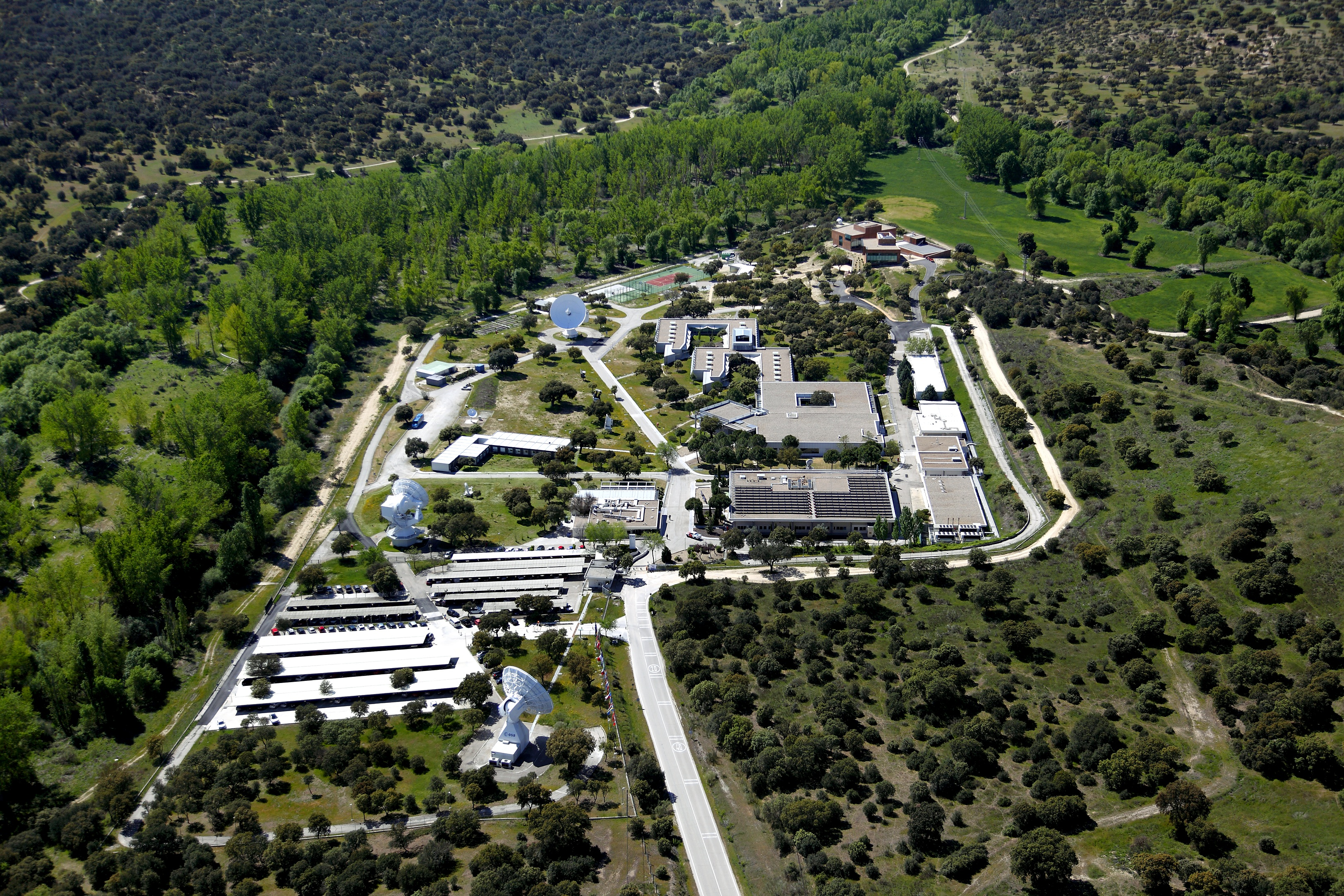
Centro Europeu de Astronomia Espacial, Espanha
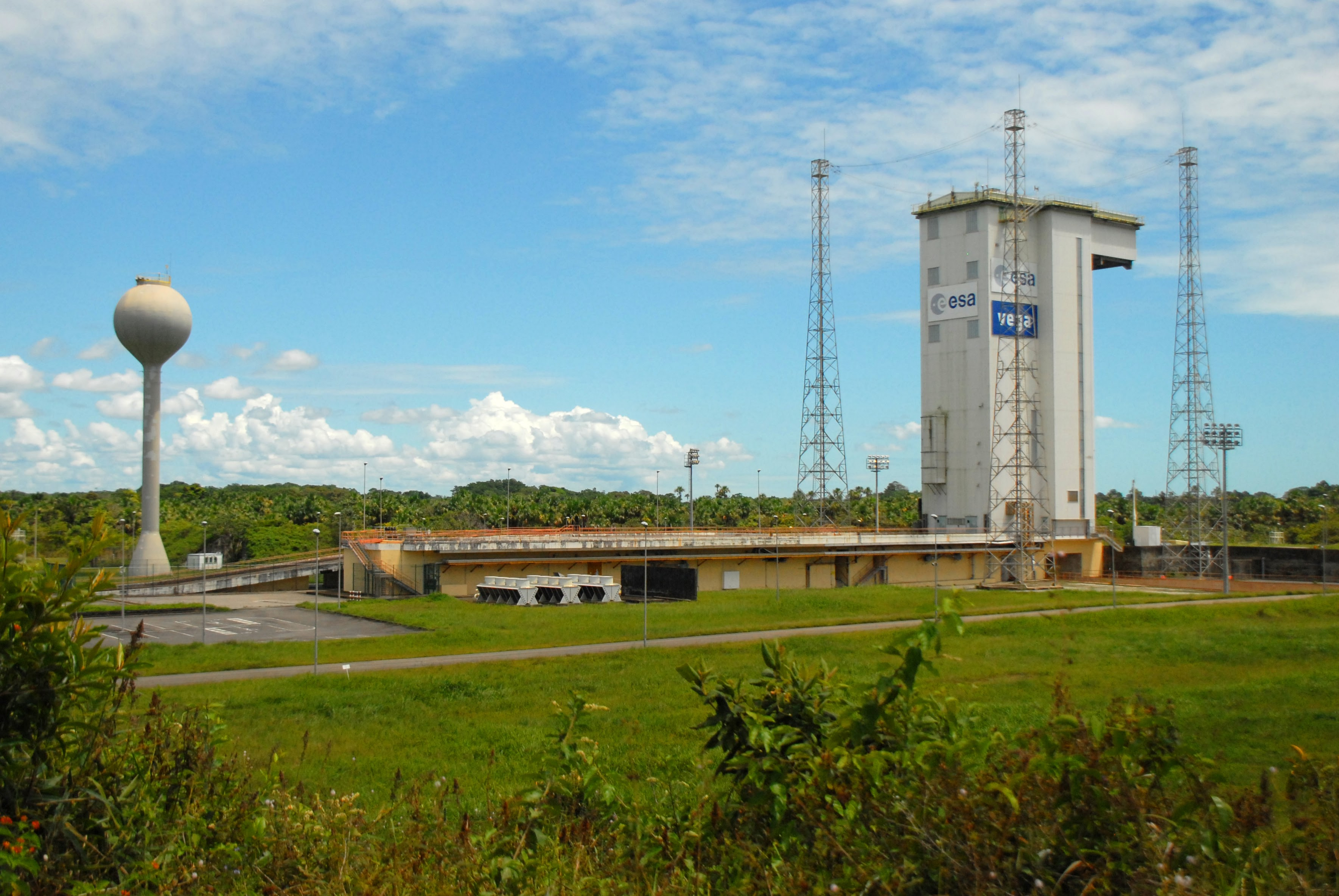
Centro Espacial da Guiana, Guiana Francesa
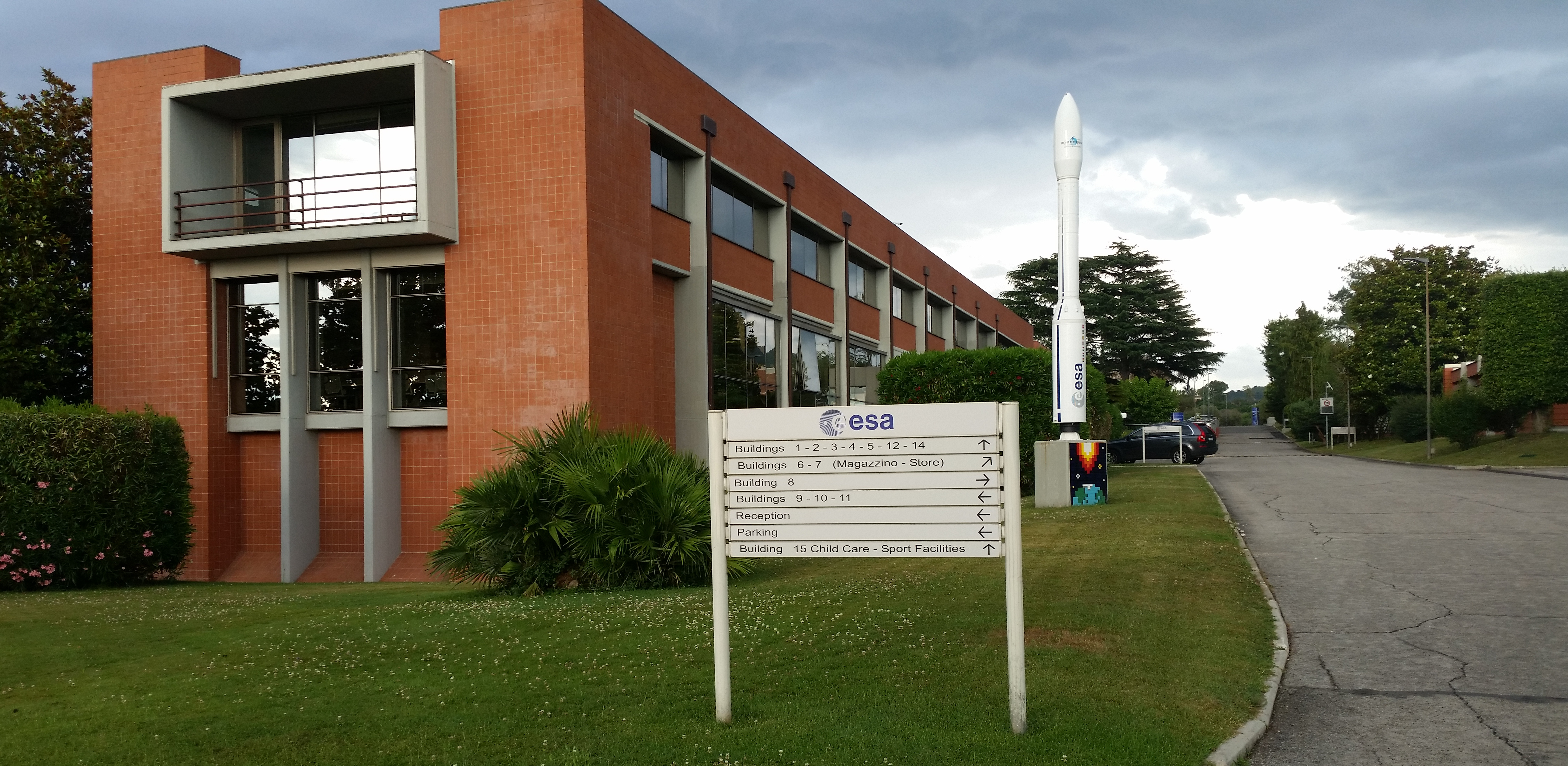
Centro da ESA para Observação da Terra, Itália
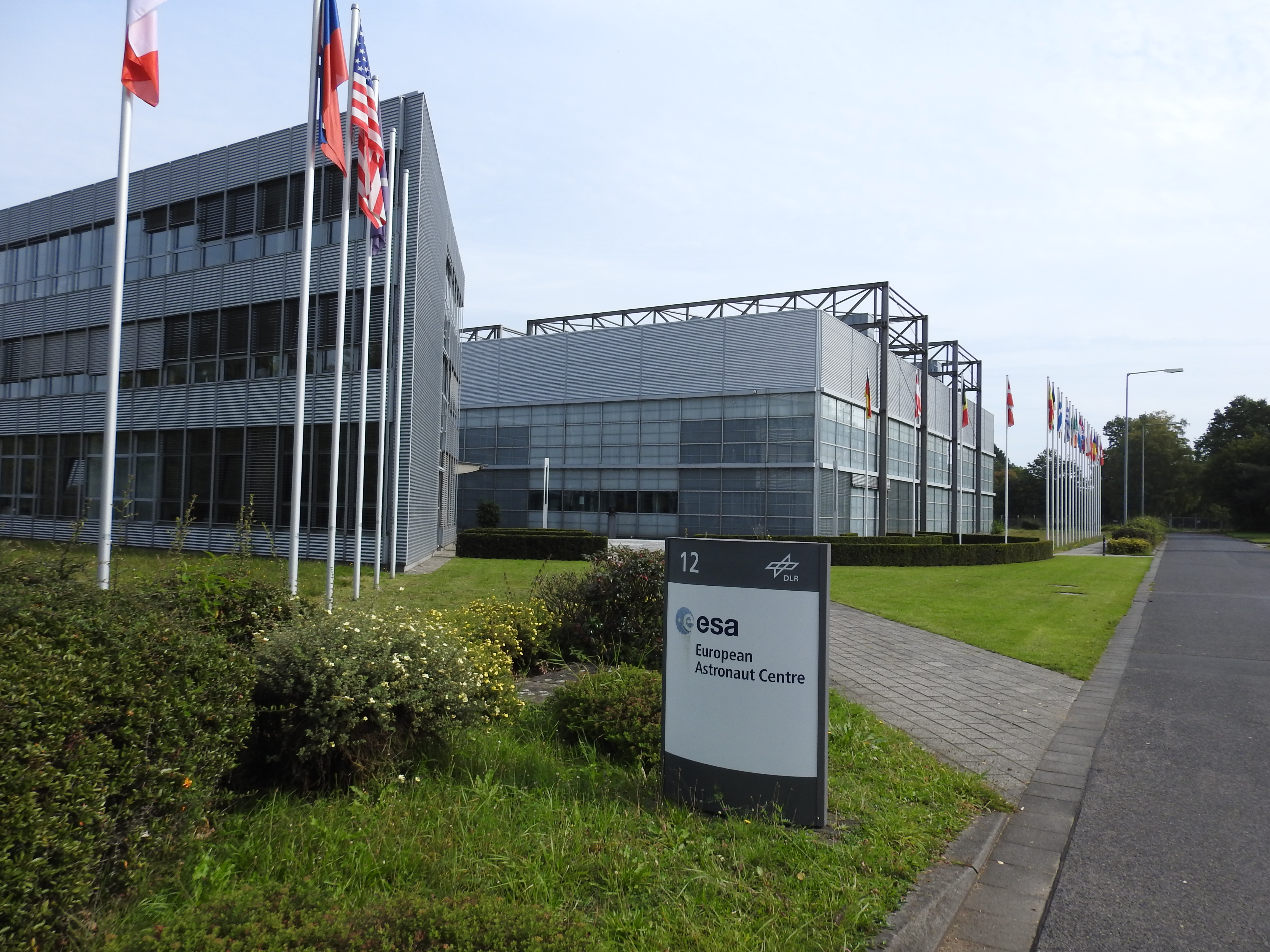
Centro Europeu de Astronautas, Alemanha